# Leptochiton meiringae
Leptochiton meiringae är en blötdjursart som beskrevs av Kaas 1985. Leptochiton meiringae ingår i släktet Leptochiton och familjen Leptochitonidae. Inga underarter finns listade i Catalogue of Life.